# Robert Swinburne (MP)
Robert Swinburne (c. 1376 – após 1426) foi um comerciante e político inglês da cidade de Newcastle upon Tyne, no condado de Northumberland. Atuou como membro do Parlamento inglês por Newcastle-upon-Tyne nas sessões de abril de 1414 e novamente em 1426.
Pouco se sabe sobre sua vida pessoal ou carreira após sua atuação parlamentar, sendo o ano de 1426 a última menção registrada em documentos oficiais.